# K7 Computing
A K7 Computing Pvt. 1991-ben alapított indiai, szoftver- és hardverbiztonsági cég. Alapítója és CEO-ja Jayaraman Kesavardhanan.
Egyik terméke a K7 Total Security antivírus-szoftver, egy kártevő-megelőző és víruskereső szoftver, más funkciói közé tartozik a tűzfal, az e-mail spamszűrés és az adathalászat elleni védelem.
Több mint 100 országban védik felhasználóikat.